# Phấn phủ

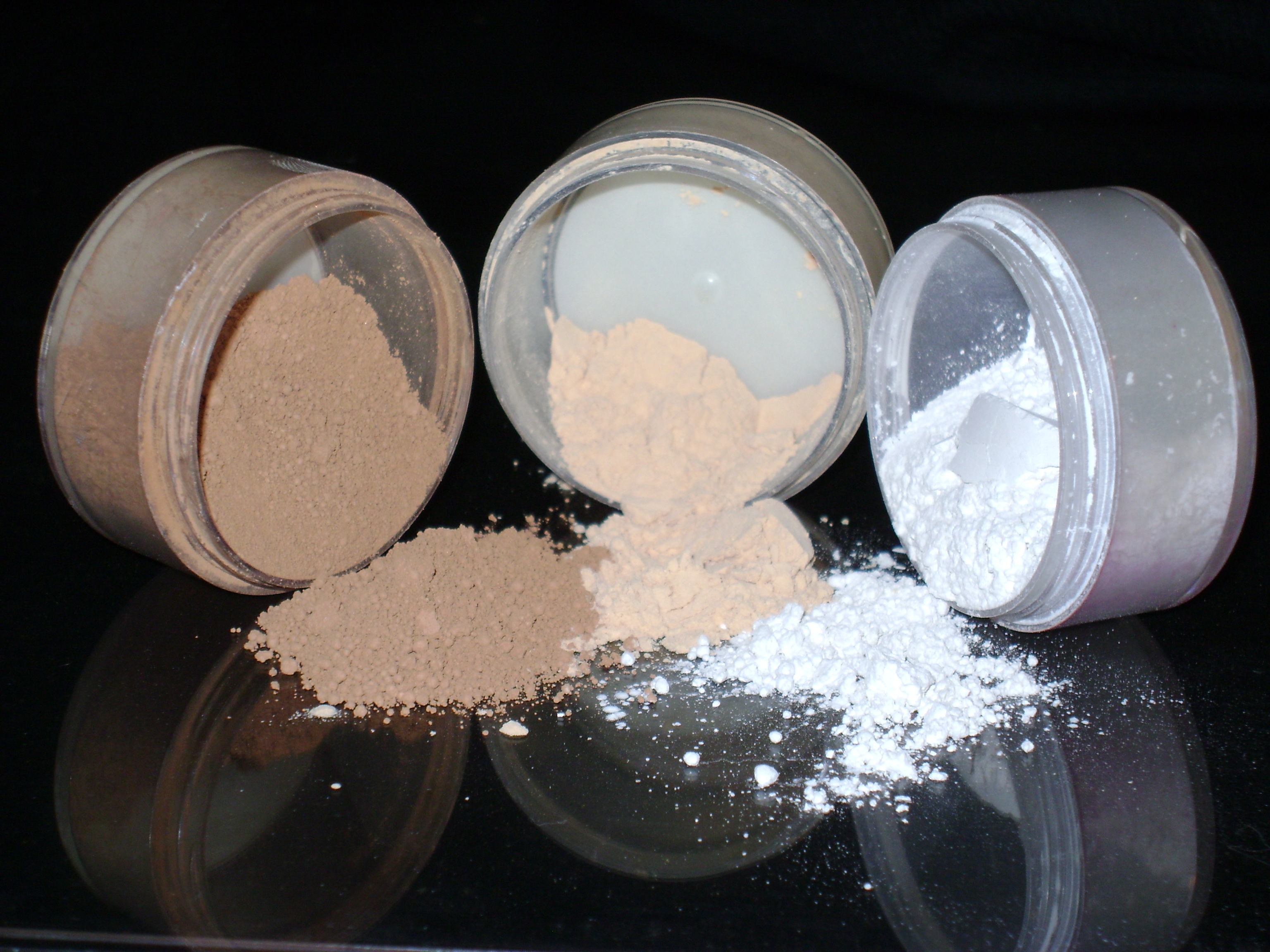
Phấn phủ dạng bột với 3 sắc màu khác nhau.

Phấn phủ là một loại mỹ phẩm dùng cho mặt với nhiều chức năng khác nhau, mục đích chính là để làm đẹp da mặt. Phấn phủ có nguồn gốc từ Ai Cập cổ đại và được dùng cho nhiều mục đích xã hội khác nhau trong nhiều nền văn hóa. Vào thời hiện đại, người ta dùng phấn phủ để trang điểm, làm sáng da và tạo đường nét cho khuôn mặt.
Phấn phủ thường có hai loại chính. Đầu tiên là phấn phủ dạng bột nhằm giúp da dầu hấp thụ độ ẩm dư thừa và làm mịn khuôn mặt để giảm độ bóng. Loại còn lại là phấn nén giúp che khuyết điểm và tối đa hóa độ che phủ.
Sử dụng phấn phủ đã góp phần vào các tiêu chuẩn làm đẹp suốt chiều dài lịch sử. Ở châu Âu và châu Á cổ đại, khuôn mặt trắng trẻo với làn da mịn màng là biểu hiệu một người phụ nữ có địa vị cao. Xu hướng này đã thịnh hành xuyên suốt các cuộc Thập tự chinh và thời Trung cổ. Trong thời gian này, phụ nữ sử dụng các thành phần có hại làm phấn phủ bao gồm chất tẩy trắng, chì và dung dịch kiềm.

## Lịch sử cổ đại

### Ai Cập

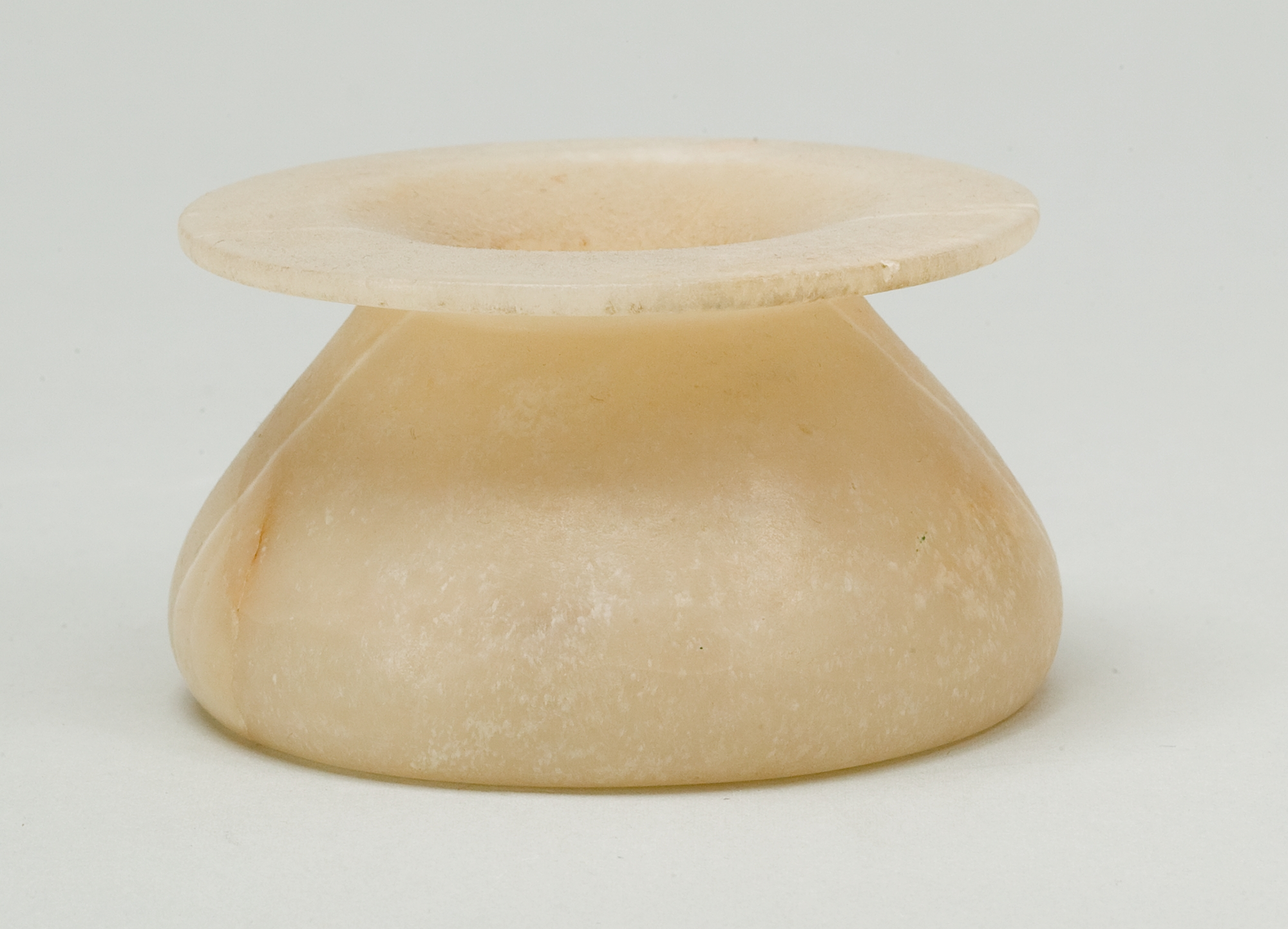
Một lọ mỹ phẩm bằng đá được khai quật từ di tích của người Ai Cập cổ đại.

Di tích khảo cổ học và phân tích hóa học cho biết việc sử dụng phấn phủ có niên đại từ năm 2000 đến 1200 trước Công nguyên và bao gồm thành phần là sợi chì, một thành phần mỹ phẩm phổ biến được sử dụng ở Ai Cập cổ đại. Những chiếc lọ kohl chứa bút kẻ mắt cũng như hộp đá chứa phấn phủ phát hiện ra trong các ngôi mộ chứng tỏ niềm tin rằng người Ai Cập cổ đại sẽ sở hữu vẻ đẹp vĩnh hằng ở thế giới bên kia. Đàn ông và phụ nữ đã sử dụng phấn má hồng dạng bột làm từ đất son đỏ phủ lên má. Cleopatra có ảnh hưởng sâu sắc đến tiêu chuẩn vẻ đẹp của người Ai Cập cổ đại với phong cách trang điểm đặc biệt, tạo cảm hứng cho người Ai Cập cổ đại vẽ mắt bằng phấn xanh lá và xanh lam. Phấn phủ cũng được xem là có công dụng y học để bảo vệ con người khỏi bệnh tật.

### Hy Lạp
Các xu hướng làm đẹp của người Ai Cập cổ đại đã lan truyền khắp Địa Trung Hải và ảnh hưởng đến thói quen thẩm mỹ ở Hy Lạp. Sử dụng các thành phần tương tự, người Hy Lạp cổ đại đã sử dụng chu sa như một loại phấn má dạng bột cho khuôn mặt cũng như làm sáng da bằng chì trắng. Ước muốn có làn da trắng đại diện cho ý tưởng xã hội về chủng tộc thượng đẳng, màu da cũng áp đặt sự khác biệt giới tính vì thời cổ đại, da của phụ nữ trắng hơn nam giới do có ít hemoglobin hơn. Dấu hiệu của người thuộc tầng lớp thượng lưu là làn da trắng, không tỳ vết, không tiếp xúc với ánh nắng mặt trời, giống như cuộc sống của phụ nữ quyền quý thường chỉ ở trong nhà. Người ta phát hiện ra dấu vết của phấn làm sáng da mặt làm từ chì trắng từ mộ của phụ nữ Hy Lạp quyền quý cổ đại. Thành phố Athen gần các mỏ Laurion, từ đó người Hy Lạp đã khai thác một lượng lớn bạc và thu được rất nhiều của cải thông qua thương mại. Chì trắng được tìm thấy trong mỏ như phụ phẩm của bạc, từ đó người Hy Lạp cổ đại đã sản xuất phấn phủ mặt. Sử dụng phấn phủ cũng xuất hiện trong tác phẩm của các nhà văn Hy Lạp cổ đại. Nhà văn và nhà sử học Xenophon viết về người phụ nữ "thoa chì trắng để khuôn mặt trông trắng hơn" trong cuốn sách Oeconominicus của ông. Nhà thơ Hy Lạp cổ đại Eubulus trong vở kịch Stephanopolides đã so sánh phụ nữ thuộc tầng lớp thấp với tầng lớp cao, tuyên bố rằng phụ nữ nghèo "không được trát chì trắng". Dù biết rằng chì trắng là chất độc, nhưng người Hy Lạp cổ đại vẫn không nản lòng khi thoa phấn phủ lên mặt do tiêu chuẩn làm đẹp của họ.

### La Mã
Người La Mã cổ đại thoa phấn phủ mặt tập trung vào lý tưởng của người La Mã về tiêu chuẩn nữ tính và sắc đẹp, thể hiện dấu hiệu của tình trạng xã hội và sức khỏe. Phụ nữ La Mã khao khát có làn da trắng ngần và mong muốn này cũng thường được thể hiện trong thơ của nhà thơ La Mã cổ đại Ovid. Lọ thủy tinh nhỏ và cọ trang điểm tìm thấy từ các di tích khảo cổ cho thấy cách họ lưu trữ và sử dụng phấn phủ. Các nhà thơ La Mã cổ đại Juvenal và Martial đề cập đến quý cô tên "Chione" trong tác phẩm của họ, nghĩa đen được dịch là "tuyết" hoặc "lạnh", đề cập đến làn da trắng mịn mà phụ nữ La Mã cổ đại mong muốn. Làm trắng da cũng như chống nắng được tiến hành bằng cách thoa phấn phủ dưới dạng cerussa, một hỗn hợp chì trắng và giấm. Phụ nữ La Mã mong muốn che đi khuyết điểm và tàn nhang, cũng như làm mịn da bằng cách sử dụng loại phấn này. Đá phấn cũng được sử dụng để làm trắng da, cũng như bột tro và nghệ tây trên mắt.

### Trung Quốc
Phụ nữ Trung Quốc cổ đại mong muốn có làn da trắng để làm đẹp cũng như sử dụng phấn phủ có từ thời Xuân Thu từ năm 770-476 trước Công nguyên. Một dạng phấn phủ cổ xưa được chế biến bằng cách xay gạo mịn rồi đắp lên mặt. Ngoài ra, ngọc trai còn được nghiền nát để tạo ra bột ngọc trai giúp cải thiện sắc mặt và cũng được dùng làm thuốc chữa các bệnh về mắt, mụn trứng cá và bệnh lao. Nữ hoàng Võ Tắc Thiên đã sử dụng bột ngọc trai để duy trì làn da rạng rỡ. Chì cũng là thành phần phổ biến trong phấn phủ và vẫn được ưa chuộng vì đặc tính làm trắng da của nó.

## Thời kỳ Phục Hưng

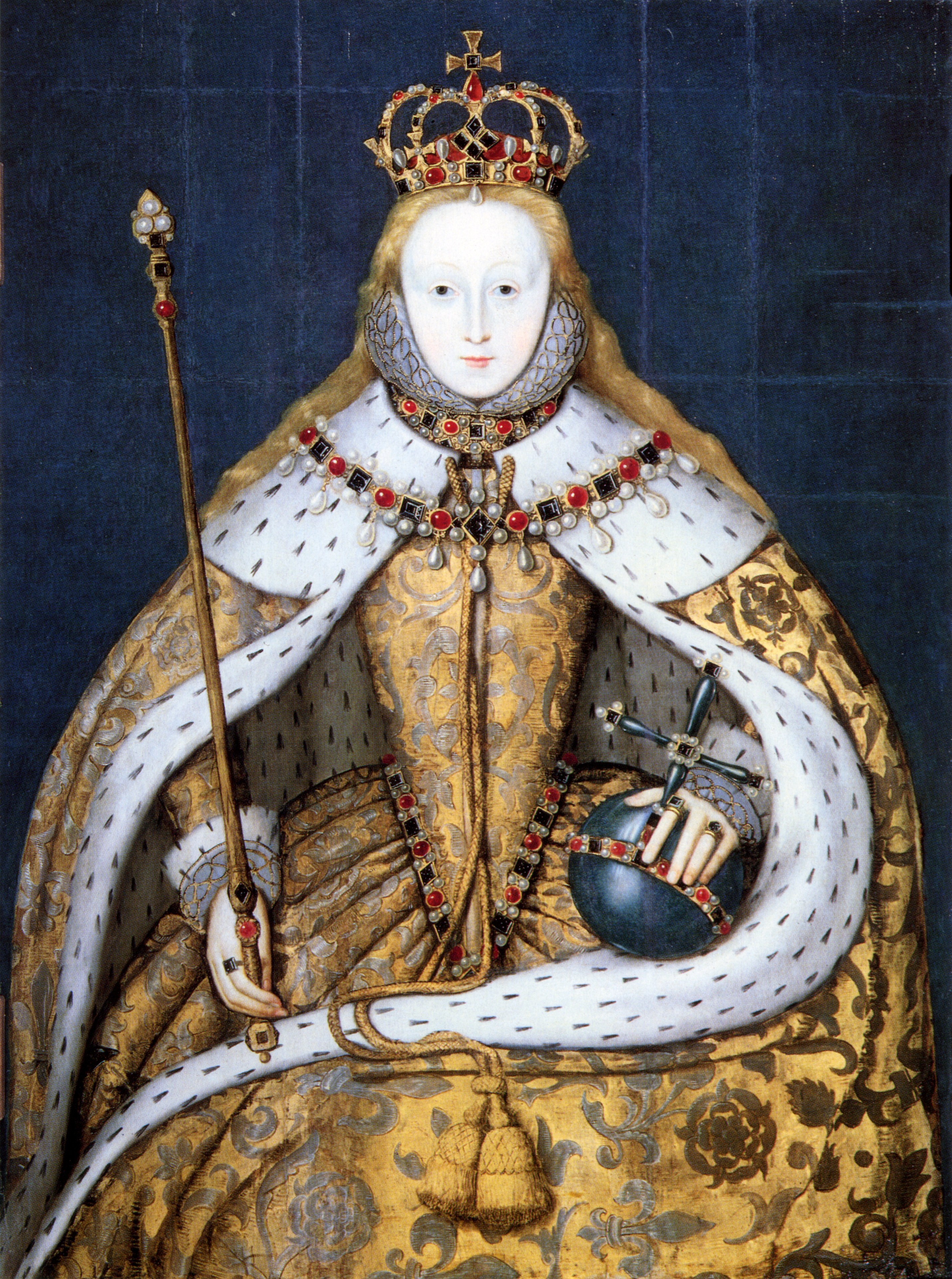
Chân dung Elizabeth I với khuôn mặt trắng bệt, phủ phấn

Vào thời kỳ dịch bệnh hoành hành, vẻ đẹp ở thời Trung Cổ được đặc trưng bởi làn da trắng sáng, vì nó cũng biểu hiện cho khả năng sinh sản và sức khỏe tốt. Phấn phủ bằng chì liên tục được tầng lớp quý tộc dùng trong suốt thế kỷ 16. Nữ hoàng Elizabeth I dùng phấn phủ để che giấu các vết sẹo đậu mùa của bà. Nguyên nhân hàng đầu dẫn đến cái chết của nữ hoàng là nhiễm độc máu, chủ yếu do sử dụng mỹ phẩm trang điểm có chứa chất độc hại, trong đó có phấn phủ chứa chì. Vào Thời kỳ Victoria, trang điểm đậm ít được ưa chuộng hơn do phụ nữ muốn trông đẹp tự nhiên. Do đó, người ta dùng phấn có nguồn gốc từ oxide kẽm để duy trì làn da trắng ngà. Do bệnh đậu mùa bùng phát năm 1760, ít phụ nữ sử dụng phấn hơn do nó khiến da nặng nề và để lộ sẹo trên khuôn mặt. Tác phẩm nghệ thuật từ thời Phục hưng đã củng cố hình ảnh lý tưởng về vẻ đẹp và ảnh hưởng đến chuyện dùng phấn phủ. Ứng dụng xã hội của phấn phủ để duy trì làn da trắng sáng, không tỳ vết có thể xuất hiện trong tác phẩm nghệ thuật thời Phục hưng gồm có Sự ra đời của thần Vệ Nữ của Sandro Botticelli. Tác phẩm của Shakespeare bình luận về sự nữ tính và văn hóa sử dụng mỹ phẩm vào thời điểm đó, đặc biệt khi ông đề cập đến bạc, cho biết làn da sáng lấp lánh mong muốn chỉ đạt được khi sử dụng bột ngọc trai.

## Lịch sử cận đại

### Thế kỷ 20
Trong thời đại Edward, người ta trang điểm để tôn lên vẻ đẹp tự nhiên. Nhiều phụ nữ trẻ đã thoa phấn phủ lên mặt hàng ngày. Họ bị ảnh hưởng bởi tiêu chuẩn vẻ đẹp truyền thống nên thích có nước da nhợt nhạt, trắng, được phủ phấn trong suốt đầu những năm 1900. Tuy nhiên, vào những năm 1920, Hollywood đã trở thành nguồn cảm hứng chính tiêu chuẩn sắc đẹp ở Mỹ. Việc thoa phấn đã chuyển từ tầng lớp thượng lưu sang tầng lớp giai cấp khi hình ảnh khuôn mặt phủ phấn trở nên gắn liền với gái mại dâm và các ngôi sao điện ảnh. Phấn trang điểm ngày càng trở nên phổ biến. Cuối thập kỷ này đã chứng kiến sự gia tăng với hơn 1300 thương hiệu phấn phủ, tạo nên một ngành công nghiệp trị giá 52 triệu USD. Elizabeth Arden và Helena Rubinstein là hai nhà phát triển trang điểm thuở đầu và đã sản xuất sản phẩm dưỡng da và phấn phủ thu hút thị trường quốc tế. Mỹ phẩm dành cho phụ nữ da màu trong thời gian này cũng được sản xuất. Năm 1898, Anthony Overton tạo ra loại phấn phủ đầu tiên dành cho phụ nữ Mỹ gốc Phi với tên gọi High-Brown Face Powder. Overton tạo ra nhiều tông màu tối hơn cho phấn phủ kèm các tên gọi như "nâu hạt", "tông ô liu", "ngăm đen" và "hồng nhạt". Đến năm 1920, doanh thu của ông đã mang lại cho ông thứ hạng Tín dụng Dun và Bradstreet có giá trị một triệu USD. Các doanh nhân người Mỹ gốc Phi khác cũng tiếp thị mỹ phẩm bất chấp phân biệt đối xử trong thời Jim Crow, bao gồm Annie Turnbo Malone. Malone kinh doanh phấn phủ có các tông màu tối hơn và biến nó thành một doanh nghiệp trị giá hàng triệu đô la. Nữ doanh nhân Madam C. J. Walker bán lẻ phấn phủ cho phụ nữ Mỹ gốc Phi tại các hiệu thuốc bất chấp những tranh cãi gây ra vì thời đó đang có phong trào làm đẹp bằng cách tẩy trắng da để có làn da trắng hơn. Doanh nhân người Mỹ gốc Hungary Morton Neumann đã thành lập công ty mỹ phẩm của riêng mình vào năm 1926, Valmor Products Co., và tiếp thị các loại phấn phủ làm sáng da mặt dành cho phụ nữ da đen với giá bán lẻ 60 xu mỗi loại.

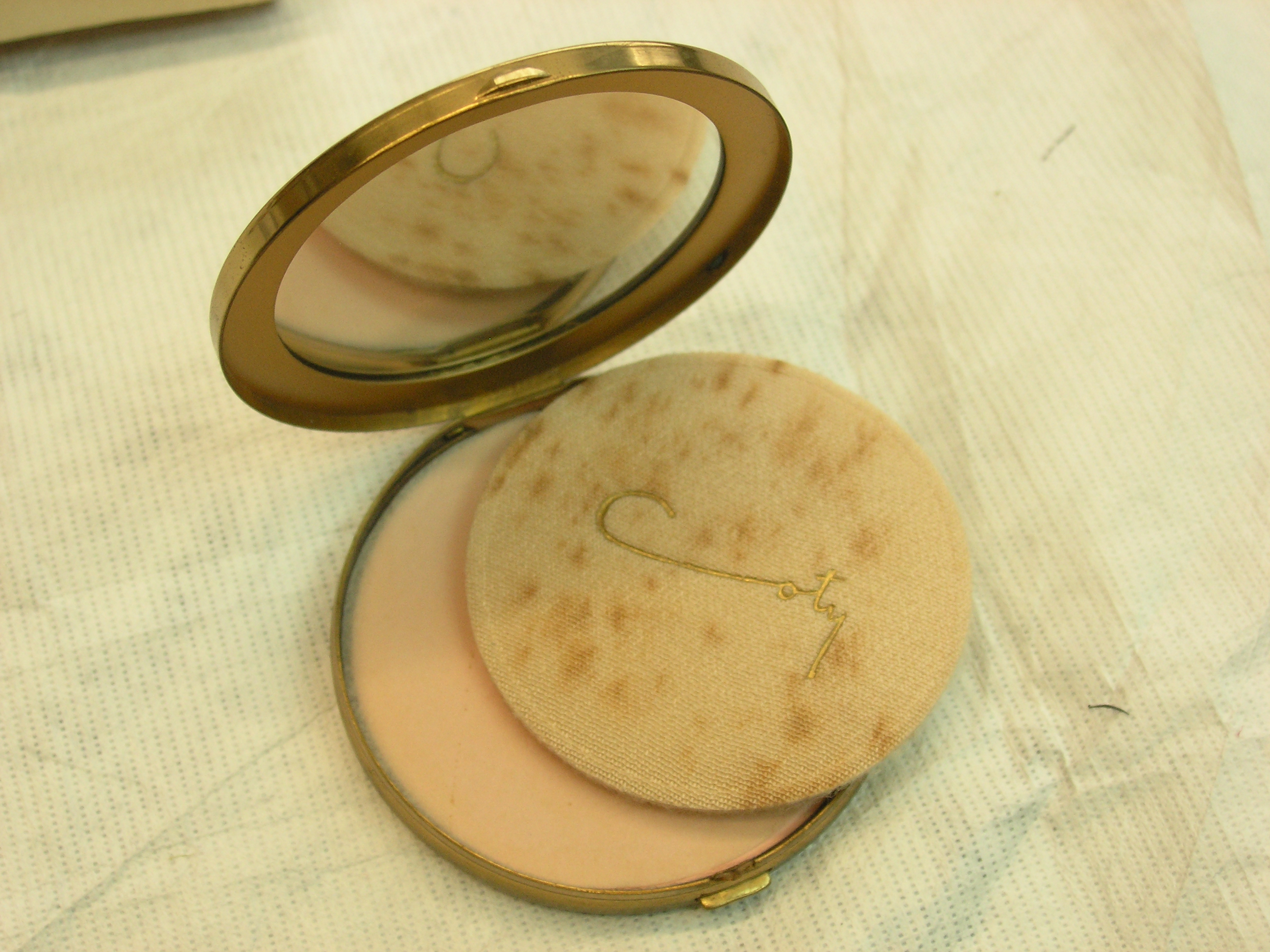
Phấn phủ dạng nén màu nhạt với mảnh bông phấn từ những năm 1930

Vào những năm 1930, phấn phủ vẫn là mỹ phẩm thiết yếu và nhu cầu ngày càng tăng của nó đã làm dấy lên những lo ngại về sức khỏe từ phấn chứa chì vẫn đang được sử dụng. Do đó, Đạo luật Thực phẩm, Thuốc và Mỹ phẩm được thông qua vào năm 1938 để giám sát các thành phần được sử dụng trong mỹ phẩm và đảm bảo độ an toàn của chúng. Do hoàn cảnh hạn chế trong chiến tranh thế giới thứ hai vào những năm 1940, mỹ phẩm không được phổ biến rộng rãi, nhưng khuôn mặt được trang điểm bằng phấn vẫn là xu hướng làm đẹp được mong muốn. Năm 1942, Ủy ban Sản xuất Chiến tranh Hoa Kỳ tìm cách bảo tồn nguyên liệu bằng cách đặt ra các hạn chế cho việc sản xuất một số loại mỹ phẩm. Phấn phủ là sản phẩm được phụ nữ sử dụng nhiều và vẫn được sản xuất trong thời chiến tranh vì mỹ phẩm được coi là sản phẩm thiết yếu cho việc tự thể hiện bản thân và tự chủ của phụ nữ. Thời kỳ giữa hai thế chiến ở Đức vào năm 1935 cũng chứng kiến nhu cầu mỹ phẩm, chiếm 48% quảng cáo trên tạp chí với phấn phủ là mặt hàng chủ yếu.

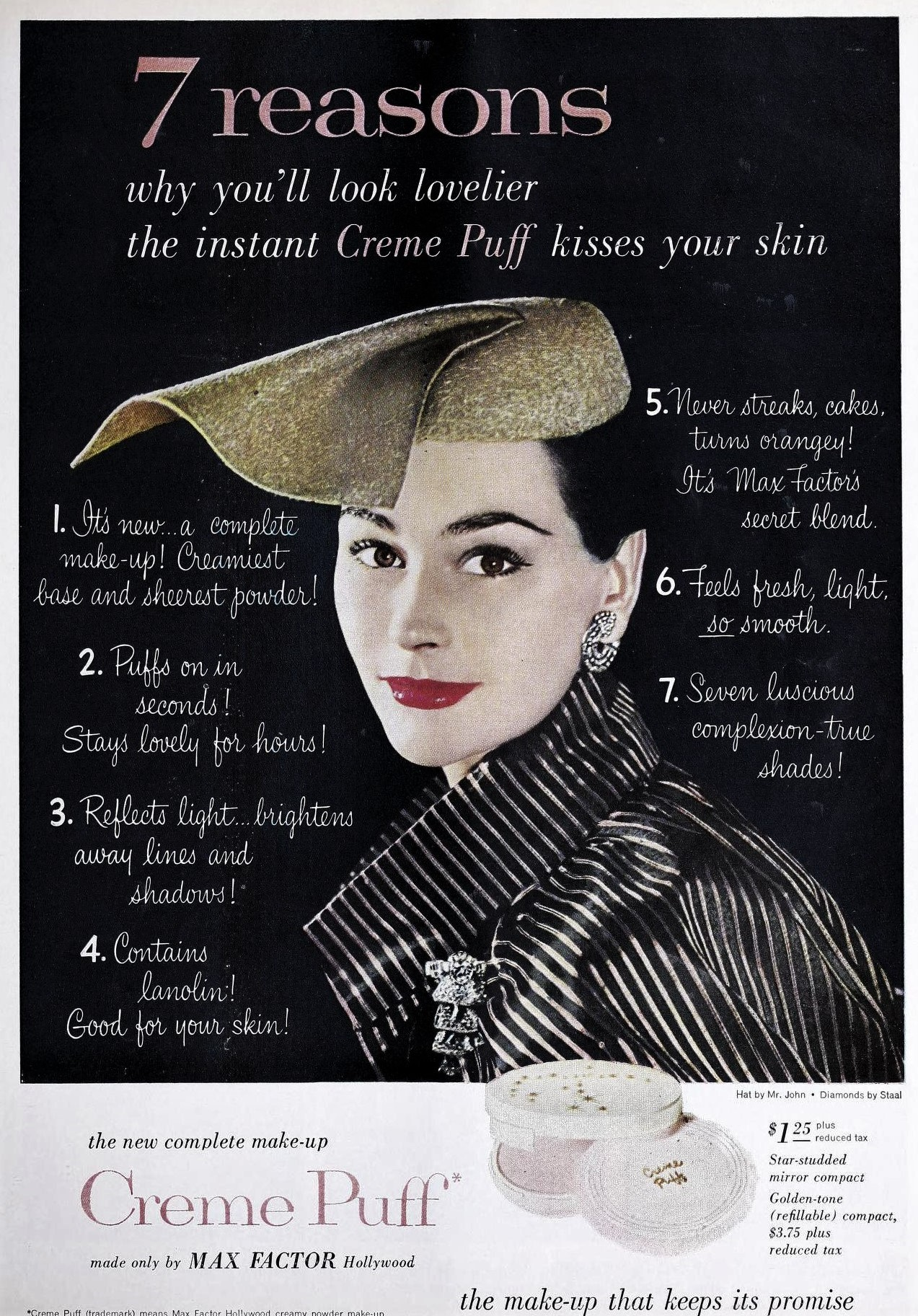
Quảng cáo phấn phủ của Max Factor 'Creme Puff' từ năm 1954.

Sau Chiến tranh thế giới thứ hai, hạn chế ở Mỹ đã không còn và ngành công nghiệp mỹ phẩm phát triển mạnh mẽ. Với độ nổi tiếng của các nữ diễn viên Hollywood bao gồm Marilyn Monroe và Audrey Hepburn, văn hóa truyền hình Mỹ đã ảnh hưởng đến xu hướng làm đẹp thập niên 1950 là làn da sạch, đẹp. Max Factor, thương hiệu mỹ phẩm hàng đầu vào thời điểm đó, đã giới thiệu Crème Puff, loại phấn phủ đa năng đầu tiên đem đến lớp nền tất cả trong một, phấn phủ để cố định và kết thúc lớp nền. Thập niên 1970 chứng kiến sự đa dạng thương hiệu mỹ phẩm mới chào bán phấn phủ có các màu tối hơn. Đến năm 1977, mỹ phẩm dành cho phụ nữ da đen đã trở thành một ngành công nghiệp trị giá 1,5 tỷ USD, với các loại phấn phủ, phấn nền và son môi có màu tối được bày bán  tại cửa hàng trên khắp Hoa Kỳ. Đến thập niên 1990, phấn phủ đã trở thành món mỹ phẩm chủ yếu không chỉ để che đi khuyết điểm mà còn tạo lớp trang điểm trên mặt. Hệ thống Đánh giá và Khai báo Hóa chất Công nghiệp Quốc gia của Chính phủ Úc được thành lập vào năm 1990 để đảm bảo rằng hóa chất công nghiệp được sử dụng trong phấn phủ cũng như trong các sản phẩm mỹ phẩm khác là an toàn cho người tiêu dùng.

### Thế kỷ 21
Những thay đổi quan niệm về nam tính trong những năm 2000 đã dẫn đến xu hướng làm đẹp ngày càng phát triển khi mỹ phẩm được bán cho nam giới bao gồm tẩy tế bào chết cho da mặt, phấn phủ và phấn mắt. Trang điểm khuôn mặt đã được mở rộng để dành cho cả nam giới muốn có diện mạo đẹp hơn, sử dụng phấn phủ để có làn da đẹp. Mỹ phẩm trong xã hội hiện đại rất đa dạng trong việc cung cấp nhiều các tông màu khác nhau, phấn phủ hiện đại tôn lên màu da tự nhiên và hầu hết thương hiệu đều đáp ứng nhu cầu của mọi loại da. Xu hướng mỹ phẩm của thế kỷ 21  bị ảnh hưởng nhiều bởi các biểu tượng sắc đẹp và kỹ thuật phủ phấn 'baking', do Kim Kardashian West phổ biến. Baking là vỗ nhẹ lớp phấn phủ không màu dưới mắt, vùng chữ T, bên dưới xương má, dọc theo đường viền hàm và hai bên cánh mũi, để yên trong vài phút trong khi kem nền được hấp thụ bởi cơ nhiệt của da, rồi phủi đi. Kỹ thuật này tạo nên diện mạo không lỗ chân lông và không có nếp nhăn, là một tiêu chuẩn trang điểm mong muốn trong thời hiện đại.

## Cách dùng hiện đại
Phấn phủ ngày nay hiện có nhiều loại khác nhau để phục vụ nhiều chức năng. Sáu loại phấn phủ chính bao gồm: phấn bột, phấn nén, phấn khoáng, phấn không màu, phấn HD và phấn phủ hoàn thiện.

### Phấn bột
Phấn bột có thể trong suốt hoặc có màu và thường được đóng gói trong hũ. Nó có kết cấu mịn màng với các hạt nhỏ và được sử dụng để tạo độ che phủ nhẹ trên da có kết cấu mịn, mượt. Phấn bột có màu có tác dụng giảm thiểu mẩn đỏ bằng cách hiệu chỉnh màu sắc. Phấn bột cũng được sử dụng để trang điểm, tức là khóa lớp kem nền và kem che khuyết điểm bên dưới để làm đều màu da và hạn chế vết nứt và nếp nhăn trên da.

### Phấn nén
Phấn nén có sẵn với các tông màu khác nhau và được bán trong hộp phấn trang điểm. Nó được nén để cho ra sản phẩm tiện dung khi đi du lịch dành cho những người thoa phấn lúc di chuyển. Phấn nén tạo độ che phủ cho khuôn mặt, che đi khuyết điểm và làm đều màu da, do đó có thể sử dụng như một loại kem nền có độ che phủ nhẹ. Các hạt trong phấn nén lớn hơn các hạt trong phấn bột và có thể khiến bề mặt bị dày cộm, vón cục nếu dùng quá tay. Phấn nén cũng có thể được sử dụng để cố định lớp trang điểm.

### Phấn khoáng

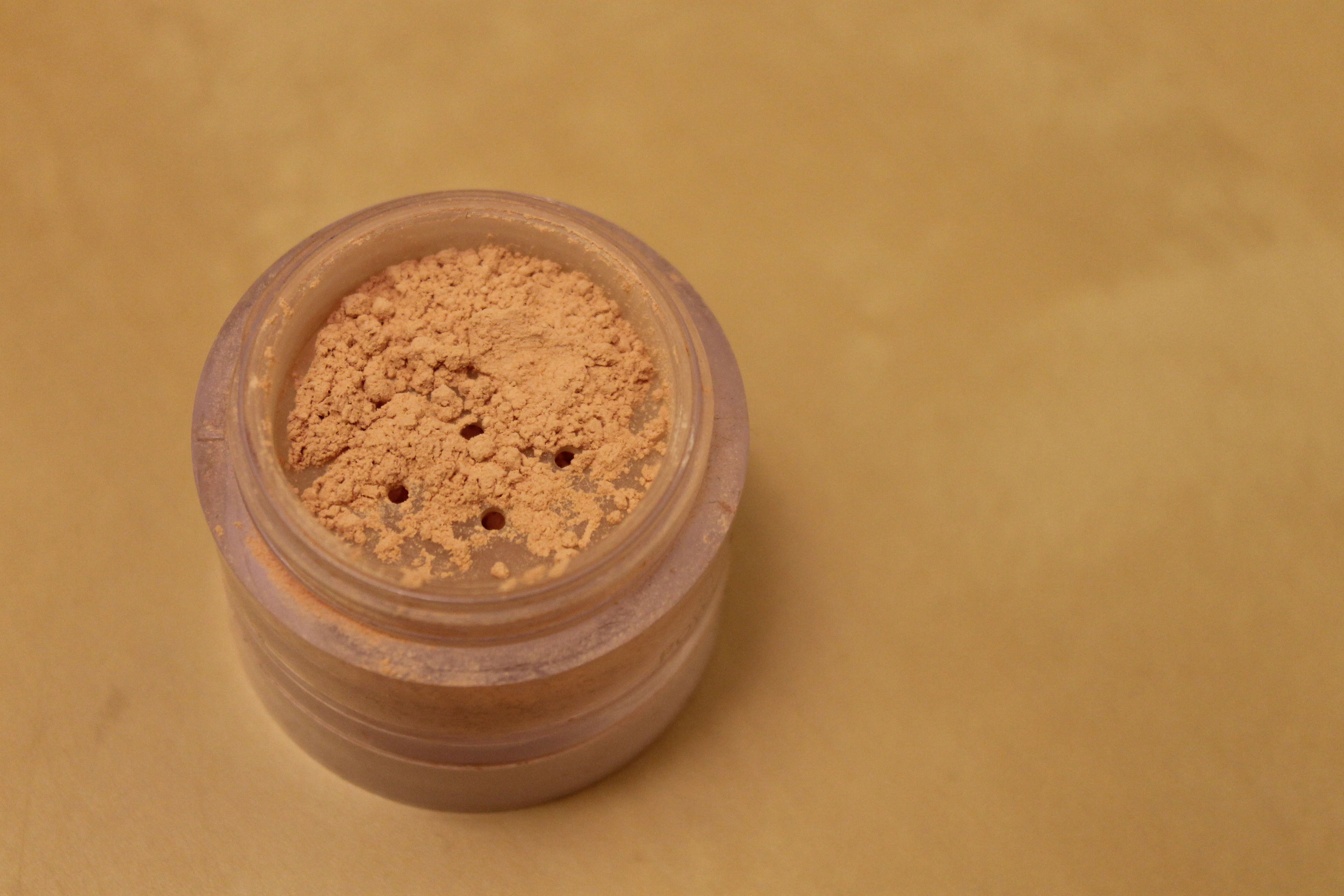
Phấn phủ khoáng dạng bột

Phấn khoáng tồn tại ở dạng bột bao gồm các vitamin và khoáng chất. Thành phần của phấn khoáng là một hỗn hợp các chất sắt dioxide, kẽm oxide và titan dioxide, cũng như bột tan, mang lại một số lợi ích sức khỏe cho da bao gồm cả chống viêm. Phấn khoáng cũng góp phần hạn chế tình trạng bít tắc lỗ chân lông và thường không có mùi thơm và chất bảo quản.

### Phấn không màu
Phấn không màu (translucent powder) tồn tại ở cả dạng nén và dạng bột. Công dụng của phấn là kiềm dầu trên da để giảm tiết dầu và bóng nhờn. Có thể dùng phấn không màu cho kỹ thuật phủ phấn 'baking', bằng cách làm sáng các vùng nhất định trên khuôn mặt, tạo nên lớp trang điểm lâu trôi.

### Phấn HD
Phấn HD (phấn độ nét cao) chủ yếu được sử dụng cho người làm việc trong môi trường video và truyền hình độ nét cao để ngăn chặn ánh chớp máy ảnh, là các mảng trắng của vùng phấn được đánh dấu bằng đèn flash máy ảnh. Phấn HD tồn tại ở cả dạng nén và dạng bột, có thể làm giảm độ bóng trên da, lam mờ da và kiềm dầu.

### Phấn hoàn thiện
Phấn hoàn thiện được sử dụng chủ yếu nhằm giảm thiểu nếp nhăn và lỗ chân lông. Thậm chí còn có thể làm đều kết cấu da và làm mờ khuyết điểm, được dùng như sản phẩm cuối cùng để hoàn thiện lớp trang điểm. Phấn hoàn thiện tồn tại ở cả hai dạng nén và bột.

## Thành phần
Rất hiếm có các loại hóa chất độc và có hại trong các loại phấn phủ ngày nay. Phấn phủ hiện đại có chứa thành phần có thể che khuyết điểm và làm mịn da do khả năng thấm hút. Các hành phần phổ biến nhất được sử dụng để làm phấn phủ là:
| Thành phần            | Hợp chất                            | Tên gọi khác                                                                   |
| --------------------- | ----------------------------------- | ------------------------------------------------------------------------------ |
| Silica                | Silic oxide                         | Quartz, Silicic oxide, silica kết tinh, silica tinh khiết, silicea, cát silica |
| Tinh bột              | Polymeric cacbohyrat                | Tinh bột thực vật                                                              |
| Bột tan               | Khoáng vật silicat                  | Đá phấn Pháp                                                                   |
| Dimethicone           | Polymer, silicone                   | PDMS, dimethylpolysiloxane, E900                                               |
| Zirconium Silicate    | Zircon                              | Zircon, zirconium orthosilicate                                                |
| Kẽm oxide             | Zincite                             | kẽm trắng, calamine, len triết gia, chất trắng Trung Hoa, hoa kẽm              |
| Titan dioxide         | Rutile và anatase                   | Titan oxide, titania, rutile, anatase, brookite                                |
| Kaolin                | Silicate, oxygen, alumina octahedra | Kaolinit                                                                       |
| Magnesium Cacbonhyrat | Magnesium và muối cacbon            | Magnesit                                                                       |